# Diano Castello
Diano Castello (ligur nyelven Dian Castello) egy olasz község Liguria régióban, Imperia megyében

## Földrajz

Diano Castello község Imperia megye térképén

Diano Castello Imperiától 9 km-re helyezkedik el a szárazföld belsejében.A vele szomszédos településekDiano Arentino, Diano Marina, Diano San Pietro, Imperia, San Bartolomeo al Mare.

## Gazdaság
Legjelentősebb bevételi forrása a mezőgazdaság. Szőlőt és olivát termesztenek.

## Közlekedés
Megközelíthető az A10 autópályán, az SS1 autóúton. Legközelebbi állomás Diano Marina a Genova-Ventimiglia vasútvonalon.

## Fordítás
- Ez a szócikk részben vagy egészben  a   Diano Castello című olasz Wikipédia-szócikk fordításán alapul.  Az eredeti cikk szerkesztőit annak laptörténete sorolja fel. Ez a jelzés csupán a megfogalmazás eredetét és a szerzői jogokat jelzi, nem szolgál a cikkben szereplő információk forrásmegjelöléseként.